# Julia Urania
Julia Urania(tiếng Hy Lạp: Ιουλìα ΟυρανìаBằng tiếng Latinh: Ivlia UraniaBằng thế kỷ I) là Nữ hoàng của Mauretania. Cô kết hôn với vua người Berber Ptolemy của Mauritius, là con trai của cựu vương quốc Mauretanian Juba II và Cleopatra Selene II.

## Tiểu sử
Urania trở thành Nữ hoàng Mauretania, qua cuộc hôn nhân với Ptolemy. Cô kết hôn với Ptolemy vào một ngày trong thế kỷ I và đã sinh ra một cô con gái tên là Drusilla, lúc 38 tuổi.
Urania chỉ được biết đến thông qua một bản khắc tang lễ của nữ nô lệ đã được giải phóng Julia Bodina, được tìm thấy tại Cherchell, Algérie. Cherchell sau đó được gọi là Caesaria, thủ đô của Vương quốc Mauretania Berber trong Đế chế La Mã. Trong dòng chữ tang lễ của Bodina, có ghi Urania là Nữ hoàng Julia Urania (Queen Julia Urania). Cô được tôn vinh danh hiệu Nữ hoàng như một phần của lịch sử địa phương hoặc được vinh danh cho những cống hiến sau khi chết bởi ký ức của vị vua. Dòng chữ tiết lộ rằng Bodina là một nô lệ trung thành trước đây đối với Urania.
Các nhà sử gia hiện đại đã đưa ra hai giả thuyết về nguồn gốc người vợ của Ptolemy. Urania có thể là người tình từ tầng lớp hạ lưu. Urania là danh hiệu được trao cho một người tình yêu quý trong hậu cung. Biệt danh xuất phát từ Muses. Cô ấy có lẽ là thành viên Hoàng gia Mauretania.
Một giả thuyết khác cho rằng Urania là Công chúa Ả Rập từ gia đình Hoàng gia Emesa. Gia đình hoàng gia của Emesa là một Vương quốc đồng minh  Roman Syrian, là một vương quốc hùng mạnh ở phía Đông La Mã vào thời điểm này.

## Tên
Urania là một từ Hy Lạp cổ đại có nghĩa là 'Thiên đàng', 'Bầu trời' hoặc 'Vũ trụ' và là một tiếng Hy Lạp cổ và hiện đại.Cái tên Urania có nguồn gốc Emesene. Hai vị vua Emesene Priest cũng chia sẻ cái tên Uranius, có giống đực là Urania là  Uranius Antoninus  trị vì từ năm 210 đến 235 và Julius Marcus Aurelius Clarke Vranius trị vì từ năm 235 đến 254. Cô không phải là Nữ hoàng duy nhất có cái tên Urania. Nữ hoàng Parthia và vợ của Phraates IV của Parthia cũng có tên Thea Urania (Astarte).